# Recilia jordanica
Recilia jordanica är en insektsart som beskrevs av Dlabola 1965. Recilia jordanica ingår i släktet Recilia och familjen dvärgstritar. Inga underarter finns listade i Catalogue of Life.